# Bengt Rosén (matematiker)
Bengt Rosén, född 29 maj 1936, död 14 april 2022, var en svensk matematisk statistiker. Rosén disputerade 1964 vid Uppsala universitet och hade Lennart Carleson som handledare. Han blev 1969 professor i matematisk statistik vid Kungliga Tekniska högskolan (KTH) där han efterträdde Carl-Gustav Esseen på professuren. 1986 lämnade han KTH för att bli professor i matematisk statistik i Uppsala, där han stannade till pensioneringen.